# ماتاپویست سنتر (ماساچوست)
ماتاپویست سنتر (به انگلیسی: Mattapoisett Center) یک منطقهٔ مسکونی در ایالات متحده آمریکا است که در شهرستان پلیموث، ماساچوست واقع شده‌است. ماتاپویست سنتر ۱۱٫۵ کیلومتر مربع مساحت و ۲٬۹۱۵ نفر جمعیت دارد.